# Richard Nowacki
Richard Nowacki est un footballeur français né le 23 mars 1949 à Sanvignes-les-Mines (Saône-et-Loire) et mort 9 septembre 1977 à Rennes.

## Biographie
Richard Nowacki effectue principalement sa carrière de footballeur au FC Gueugnon et à l'AS Angoulême.
Il arrive à Laval en octobre 1976, club  dirigé par Michel Le Milinaire. 
Au mois de juillet 1977, il est hospitalisé au CHU de Rennes, où il meurt deux mois plus tard à l'âge de seulement 28 ans.